# Rio Barra Seca
O rio Barra Seca é um curso de água do estado do Espírito Santo, Região Sudeste do Brasil. Nasce nos Pontões Capixabas, na divisa dos municípios de São Gabriel da Palha e Nova Venécia. A jusante percorre 118 km até sua foz no oceano Atlântico, entre São Mateus e Linhares. Também banha total ou parcialmente os municípios de Vila Valério, Sooretama e Jaguaré e intercede as rodovias ES-137 e BR-101.
Também margeia a Reserva Biológica de Sooretama, embora sua bacia apresente consideráveis transformações antrópicas, sobretudo no baixo rio Barra Seca. A 50 km a montante da foz existe uma usina hidrelétrica desativada. O encontro com o oceano Atlântico, por sua vez, é marcado por praias.
Sua bacia hidrográfica abrange uma área total de 2 216,56 km², porém, administrativamente, é considerada parte da "bacia hidrográfica do rio Barra Seca e foz do rio Doce" (4 296 km²), que por sua vez integra a bacia do rio Doce. Entretanto, a foz do rio Doce se encontra no oceano Atlântico, a norte da foz do rio Barra Seca, portanto os mananciais não se encontram.